# Bördeland
Bördeland er en kommune i den nordlige del af Salzlandkreis i den tyske delstat Sachsen-Anhalt. Den blev dannet 29. december 2007 en sammenlægning af de syv kommuner Biere, Eggersdorf, Eickendorf, Großmühlingen, Kleinmühlingen, Welsleben og Zens.
De syv kommuner udgjorde tidligere Verwaltungsgemeinschaftet Südöstliches Bördeland.

## Geografi
Kommunen ligger i den sydøstlige del af Magdeburger Börde. Den grænser mod nord til delstatshovedstaden Magdeburg, mod øst til byen Schönebeck (Elben) og kommunerne Gnadau, Wespen og Tornitz, mod syd til byen Calbe (Saale) og kommunen Förderstedt; mod vest grænser den til kommunen Borne og kommunen Sülzetal i Landkreis Börde.